# Linea di successione al trono dell'Oman

Lo stendardo del sultano.

Lo stemma della monarchia omanita.

La linea di successione al trono dell'Oman segue il criterio della legge salica.
In Oman il trono spetta al figlio maggiore maschio del sultano. In assenza di un erede maschio, il sultano regnante può nominare suo successore un fratello o un altro parente di sesso maschile fra i discendenti del sultano Sa'id bin Sultan, sovrano fino al 1856.
Il sultano Qabus dell'Oman non aveva figli ed aveva indicato che, dopo la sua morte, fosse la famiglia reale ad accordarsi sul nome del suo successore. Tuttavia, se la famiglia reale non fosse riuscita ad accordarsi su un candidato, il Consiglio della Difesa avrebbe deciso sulla base di due nomi che il sultano Qabus dell'Oman aveva chiuso in due buste sigillate prima della sua morte.
Nei fatti, l'11 gennaio 2020, a Mascate, Haitham bin Tariq Al Said, ministro del Patrimonio e della Cultura e cugino del defunto sultano dell'Oman Qabus, ha giurato come nuovo sultano dopo una riunione della famiglia reale, che ha approvato l'elezione. Quest'ultimo il 12 gennaio 2021 ha nominato principe ereditario il suo figlio primogenito Theyazin.